# Gisèle Hadji-Minaglou
Pour les articles homonymes, voir Hadji.
 (septembre 2024).
Gisèle Hadji-Minaglou, née le 25 avril 1953 à Marseille, est une architecte archéologue française.

## Biographie
En tant qu'architecte, elle a deux axes de recherches :
- l'architecture byzantine en Grèce ;
- l'architecture urbaine dans l’Égypte hellénistique et romaine.

Dans ce dernier domaine, chercheur à l'Institut français d'archéologie orientale, elle participe avec Claudio Gallazzi de l’Institut de papyrologie de l’université de Milan, à la fouille du site gréco-romain de Tebtynis dans le Fayoum.